# Gaius Baltar
Pour les articles homonymes, voir Baltar (homonymie).
Gaius Baltar  est un personnage fictif de la série télévisée Battlestar Galactica, interprété par l'acteur James Callis.

## Avant l'attaque des cylons
Gaius Baltar est un scientifique et informaticien de génie, il est également Conseiller du Président Adar pour les nouvelles technologies informatiques. Il est issu d'une famille de fermiers originaire de la planète Aerelon, dans les Douze Colonies de Kobol, qu'il parvint à quitter dès qu'il le put pour Caprica. C'est un homme un peu excentrique, charmeur et amateur de jolies femmes, un playboy appréciant luxe, cigares et alcool. Mais il est peureux et égocentrique, sachant par ailleurs faire preuve d'un grand opportunisme. Cela ne l'empêche pas d'être parfois sujet à certaines sautes d'humeur ou de vouloir s'imposer, et il dispose également d'un véritable don afin d'attirer l'attention ainsi que les problèmes. C'est un ami personnel du président Richard Adar, et il travaille principalement pour le gouvernement des Douze Colonies. Il est ainsi le concepteur de nombreux systèmes informatiques pour la flotte coloniale.
Il entretient une relation principalement sexuelle avec une mystérieuse femme blonde, et qui se présente comme employée d'une grande firme informatique de Caprica. Il ne s'aperçoit qu'après l'attaque cylon, qu'en fin de compte, il en est amoureux.
Il est impliqué malgré lui dans le génocide nucléaire des humains par les cylons. En effet, il a donné l'accès au Serveur Principal de la Défense à sa mystérieuse petite amie, pour qu'elle puisse ramener à son entreprise des innovations informatiques à exploiter. Elle lui révèle qu'elle est en fait le modèle humanoïde cylon Numéro six, et qu'elle a pu grâce à lui saboter le Serveur Principal. Cela permet aux cylons de paralyser la Flotte Coloniale et d'exterminer 99 % de l'humanité en seulement quelques heures grâce à un intense bombardement nucléaire sur les douze planètes. Égocentrique au plus haut point, la peur de se voir démasqué que Baltar ressent au sujet de cette faute est l'une des clés du personnage.

## Après l'attaque cylon
Il survit au massacre en étant recueilli par un Rapace colonial de l'un des deux vaisseaux de guerres humains ayant échappé à la destruction, le battlestar Galactica. Comme les autres humains ignoraient tout de sa négligence qui avait coûté la vie à des milliards de personnes, il fut engagé en tant que conseiller scientifique par la nouvelle Présidente, Laura Roslin. Il put ainsi concevoir un « détecteur de cylons » qui permet, grâce à une analyse sanguine, de démasquer les cylons humanoïdes. Il put aussi soigner la Présidente de son cancer du sein.
Il devint très populaire parmi la flotte des survivants, ce qui lui valut d'être élu Représentant des capricains au Quorum des Douze. Ce même Quorum le nomme vice-président des Douze Colonies et même s'il n'aime pas la politique, il accepte le poste à la demande de Roslin, et ce, en raison de son goût pour la célébrité.
Quelques mois plus tard, sous l'impulsion de Tom Zarek, devenu son éminence grise, il se présente contre Laura Roslin aux élections présidentielles. Il est d'abord très en retard dans les sondages. En effet, Roslin a un bon bilan, alors que Baltar n'a pas de programme et se contente d'attaquer Roslin sur sa croyance en une ancienne prophétie religieuse qui affirme que les survivants de l'holocauste nucléaire trouveront une planète mythique appelée la Terre et en feront leur nouveau foyer. Cependant, une nouvelle planète fut découverte par la flotte, impossible à découvrir pour les cylons à cause d'une nébuleuse, et Baltar fit de l'installation immédiate sur cette planète son thème de campagne. La population, fatiguée d'être entassée dans des vaisseaux depuis presque un an, sans cesse poursuivie par les cylons, et en quête d'une planète qui n'existe peut-être pas, se rangea donc du côté de Baltar et il fut élu président des Colonies avec une courte avance sur Roslin, malgré le trucage du vote par celle-ci.
Sa première action en tant que président fut d'ordonner l'installation immédiate de la flotte sur la partie habitable de la nouvelle planète, nommée New Caprica. Cependant, l'incapacité totale de Baltar à gouverner et la rudesse du climat firent que l'installation fut laborieuse et chaotique[réf. nécessaire].
Un an plus tard, les cylons trouvèrent la Nouvelle Caprica et l'envahirent. Baltar n'opposa aucune résistance et offrit la capitulation sans condition de la planète. Il devint ensuite chef d'un gouvernement de collaboration avec les cylons.
Par ailleurs, depuis l'attaque des Douze Colonies, Baltar souffre d'une étrange vision : son ancienne compagne, Numéro Six, lui apparaît sans cesse, pour lui parler, le conseiller, l'influencer, ou le déstabiliser selon les cas. Elle tente aussi de le convertir à la religion monothéiste des cylons. Elle prétend être réelle, venant d'une puce électronique qu'elle aurait implantée dans son cerveau quelque temps auparavant. Un scanner cérébral ne révéla rien, mais elle lui a parfois donné des informations capitales qui se sont révélées véridiques. Cependant, cette vision déclare surtout être une envoyée de Dieu et que Baltar a été choisi pour un plan qui reste pour lui un mystère. Lors de son passage chez les cylons, un hybride lui confirmera qu'il est l'élu.
Lors de l'affrontement final avec Cavil, son apparition se révèle être réellement un ange, et Baltar tente de convaincre Cavil de relâcher Héra. Il finit par s'installer sur la nouvelle Terre (la nôtre) et projette de devenir agriculteur en vivant avec Caprica Six.

## Précédents personnages
Dans la série Galactica de 1978, le comte Gaius Baltar, joué par John Colicos est un des principaux antagonistes, trahissant volontairement les Colonies et poursuivant les survivants à la tête de la flotte Cylon.